# Jan Asselijn

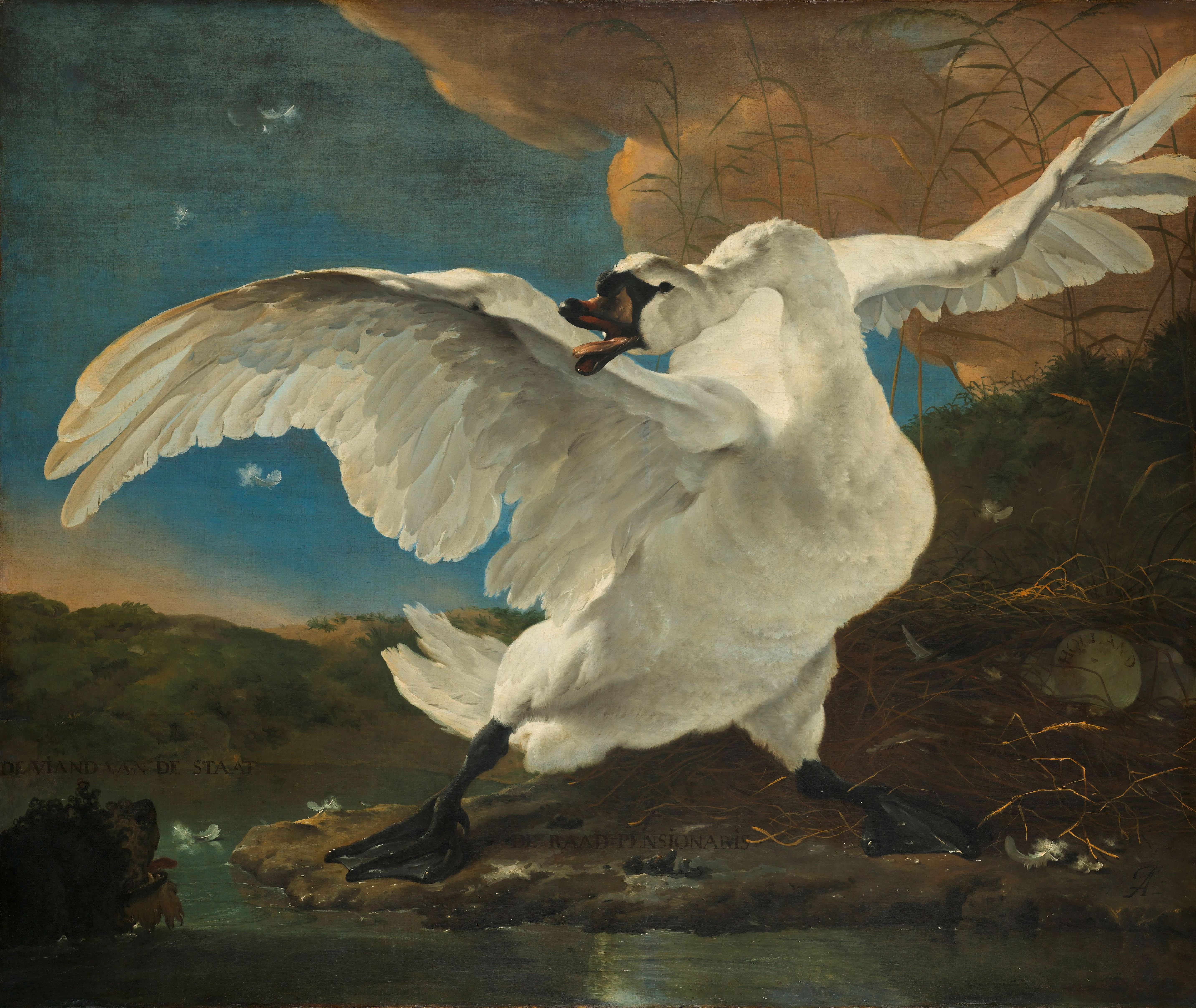
El cisne amenazado, Ámsterdam, Rijksmuseum.

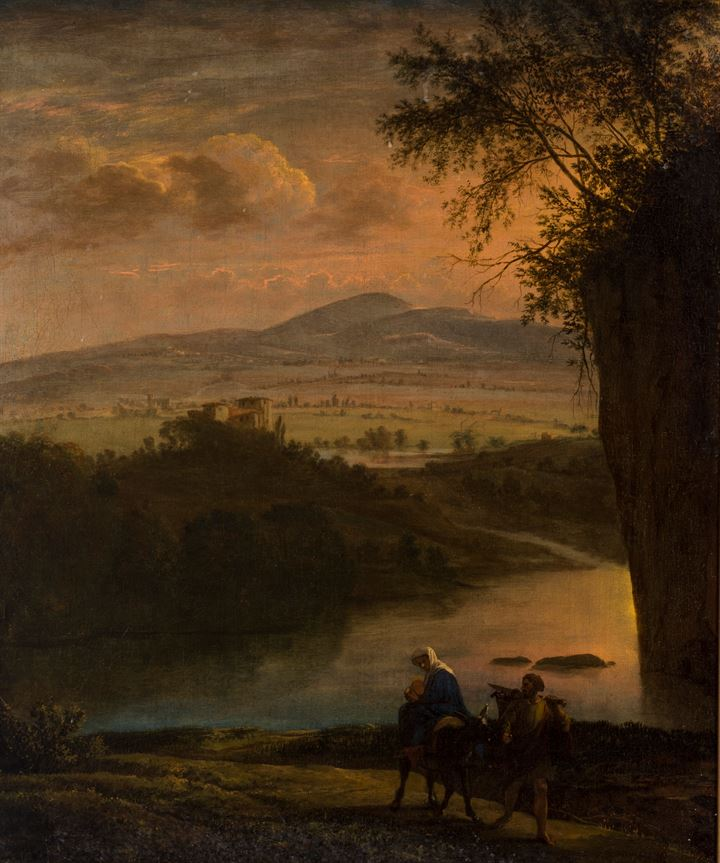
Huida a Egipto, 1640

Jan Asselijn (Dieppe (Sena Marítimo), h. 1610 - Ámsterdam, 1 de octubre de 1652), fue un pintor barroco holandés.
Formado con Esaias van de Velde (1587-1630) se distinguió en particular en la pintura de paisajes y de animales, aunque sus obras históricas y de batallas también fueron admiradas. Viajó mucho por Francia e Italia, y modeló su estilo en gran medida siguiendo a Bamboccio (Pieter van Laer).
Fue uno de los primeros pintores holandeses que introdujo un estilo fresco y claro de pintar paisajes al modo de Claudio Lorena, y su ejemplo fue seguido rápidamente por otros artistas. Las obras de Asselijn eran muy estimadas en Ámsterdam, y varias de ellas permanecen en los museos de tal ciudad. Veinticuatro de ellas, pintadas en Italia, fueron grabadas.